# Commelina wightii
Commelina wightii là một loài thực vật có hoa trong họ Commelinaceae. Loài này được Raizada mô tả khoa học đầu tiên năm 1958.